# Miguel de Oliveira
Pour les articles homonymes, voir Oliveira et Miguel Oliveira.
Miguel de Oliveira est un boxeur brésilien né le 30 septembre 1947 à São Paulo et mort le 15 octobre 2021 dans la même ville.

## Carrière
Passé professionnel en 1968, il devient champion du Brésil des super-welters en 1973 puis remporte le titre vacant de champion du monde WBC de la catégorie le 7 mai 1975 après sa victoire aux points contre Jose Manuel Duran. de Oliveira perd son titre dès le combat suivant face à Elisha Obed le 13 novembre 1975 et met un terme à sa carrière en 1980 sur un bilan de 46 victoires, 6 défaites et 1 match nul.